# Висконти, Виталиано
Виталиано Висконти (итал. Vitaliano Visconti; 1618, Милан, Миланское герцогство — 7 сентября 1671, Монреале, королевство Сицилия) — итальянский куриальный кардинал и папский дипломат. Губернатор Перуджи и Умбрии с 9 января по 23 октября 1658. Титулярный архиепископ Эфеса с 11 августа 1664 по 7 марта 1667. Апостольский нунций в Испании с 16 августа 1664 по 12 июня 1668. Архиепископ Монреале со 2 июня 1670 по 7 сентября 1671. Кардинал in pectore с 15 февраля 1666 по 7 марта 1667. Кардинал-священник с 7 марта 1667, с титулом церкви Сант-Аньезе-фуори-ле-Мура с 18 марта 1669 по 7 сентября 1671.